# Хренниковская семёрка
Хре́нниковская семёрка, или семёрка Хре́нникова, — группа из семи российских советских композиторов, подвергнутых жёсткой критике на VI съезде Союза композиторов СССР в ноябре 1979 года в речи первого секретаря Союза композиторов Тихона Хренникова. Поводом для критики послужило несанкционированное включение музыки этих композиторов в программы музыкальных фестивалей в Кёльне и Венеции. Их сочинения были охарактеризованы Хренниковым как написанные «только ради необычных тембровых комбинаций и эксцентричных эффектов», в которых «музыкальная мысль если и присутствует, то безнадёжно тонет в потоке неистовых шумов, резких выкриков или невразумительного бормотания. Им ли представлять нашу страну, нашу музыку?» Тон выступления напомнил I съезд Союза композиторов 1948 года, на котором критиковалась музыка Сергея Прокофьева, Дмитрия Шостаковича, Николая Мясковского и других. Семь композиторов были перечислены в следующем порядке:
1. Елена Фирсова (род. 1950)
2. Дмитрий Смирнов (1948—2020)
3. Александр Кнайфель (1943—2024)
4. Виктор Суслин (1942—2012)
5. Вячеслав Артёмов (род. 1940)
6. София Губайдулина (1931—2025)
7. Эдисон Денисов (1929—1996)

На съезде эти композиторы были подвергнуты официальному бойкоту. В течение ряда последующих лет их имена составляли «чёрный список» на радио, телевидении и в концертных организациях. К 1991 году четверо из семи (Елена Фирсова, Дмитрий Смирнов, Виктор Суслин и София Губайдулина) покинули СССР.